# Granada n.º 82
La n.º 82 (en inglés: No. 82 grenade), conocida también como bomba Gammon, era una granada de mano británica empleada durante la Segunda Guerra Mundial

## Descripción
Diseñada por el capitán R. S. Gammon del Primer Regimiento de Paracaidistas, la n.º 82 fue desarrollada como un reemplazo para la inestable y muy peligrosa granada antitanque n.º 74 ("bomba pegajosa"). Consistía en una bolsa de tela elástica oscura, una cubierta de metal y una espoleta de impacto, la misma empleada en la granada n.º 69 y la granada antitanque n.º 73.
La n.º 82 era una «granada de mano improvisada utilizada por la Home Guard, el Special Air Service y la Resistencia, especialmente adecuada para la destrucción de aviones o vehículos estacionados. Una carga explosiva iba envuelta en tela y cosida a una espoleta de impacto que la detonaba al golpear su objetivo».
Al contrario de las granadas convencionales, la n.º 82 era flexible en la cantidad y tipo de carga explosiva que podía emplearse contra un objetivo. Para uso antipersona, una pequeña cantidad de explosivo plástico (media barra), junto a proyectiles tipo metralla, si estaban disponibles, podían ubicarse en la bolsa. Contra vehículos blindados de combate u otros objetivos blindados, la bolsa podía llenarse completamente con explosivo, haciéndola una granada inusualmente poderosa que solamente podía lanzarse con seguridad estando a cubierto.  

## Operación
El uso de la granada n.º 82 era muy sencillo. Después de llenar la bolsa de tela con explosivo, se desenroscaba y desechaba la tapa de la espoleta. Al retirar la tapa quedaba al descubierto una cinta de lino resistente enrollada alrededor de la espoleta. La cinta de lino tenía un contrapeso curvo de plomo en su extremo. Mientras se sostenía el contrapeso de plomo en su lugar con un dedo (para evitar que la cinta de lino se desenrollase prematuramente), la granada era lanzada hacia su objetivo. Al ser lanzada, la cinta de lino con contrapeso se desenrollaba automáticamente en vuelo, jalando el pasador de seguridad de la espoleta de impacto. Al retirarse el pasador de seguridad se liberaba una pesada esfera metálica y el percutor dentro de la espoleta, que era mantenido lejos de la cápsula fulminante solo por un débil resorte. De esta manera se activaba la espoleta de impacto en vuelo. Al impactar contra el objetivo, el golpe movía la pesada esfera metálica -venciendo la escasa resistencia del resorte- soltando el percutor contra la cápsula fulminante. El fogonazo de la cápsula fulminante activaba el detonador y este hacía estallar la carga explosiva contenida en la bolsa de tela.

## Historial de combate
Las granadas n.º 82 fueron suministradas principalmente a las Fuerzas Especiales, tales como los paracaidistas, que habitualmente eran equipados con explosivos plásticos. Estas unidades encontraron que la granada n.º 82 era particularmente útil a causa de su pequeño tamaño y peso cuando estaba descargada, así como su adaptabilidad. Era efectiva incluso contra vehículos blindados, por lo que los paracaidistas la llamaban "artillería de mano". También era popular porque una pequeña cantidad de su carga explosiva de C2 con combustión rápida podía calentar una taza de café o raciones K sin generar humo desde el fondo de un pozo de tirador.
Las granadas n.º 82 fueron declaradas obsoletas a inicios de la década de 1950, por lo que muchos lotes fueron destruidos, aunque algunas continuaron en servicio hasta 1957. Usualmente, la mayoría de ejemplares encontrados hoy en día son de práctica, inertes o municiones sin explotar.  